# Rättvik

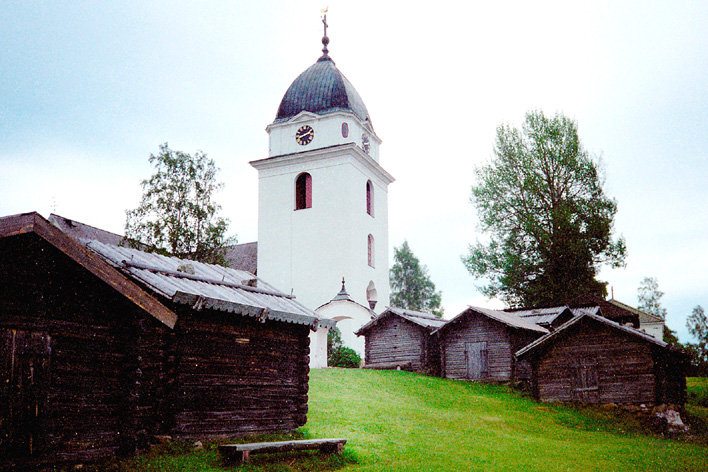
Kirche von Rättvik mit den Kirchenhäuschen

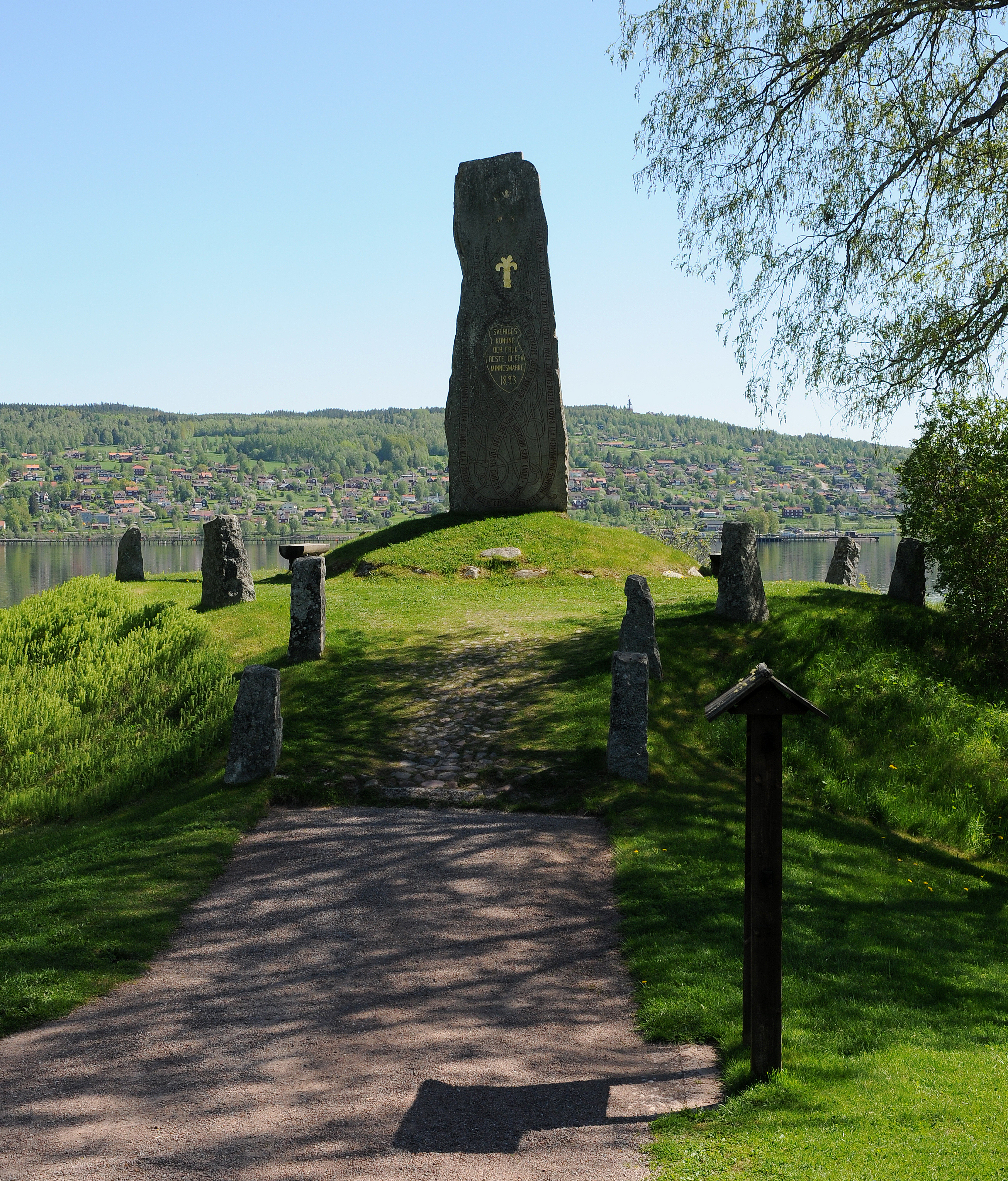
Wasamonument in Rättvik

Rättvik ist ein Ort (tätort) in der schwedischen Provinz Dalarnas län und der historischen Provinz Dalarna.
Der Ort liegt am Ostufer des Sees Siljan und ist Hauptort der gleichnamigen Gemeinde.
Rättvik ist ein Fremdenverkehrsort. Die Kirche von Rättvik stammt aus dem 13. Jahrhundert. Sie wurde im 18. Jahrhundert umgebaut. Bei der Kirche befinden sich etwa 100 Kirchenhütten und -ställe, teilweise aus dem 17. Jahrhundert. Auch heute noch rudert man im Sommer in traditionellen Kirchenbooten zur Sonntagsmesse.
Die Landungsbrücke, an der Ausflugsdampfer und zum Mittsommer Kirchenboote starten, ist 625 m lang. Sie wurde 1895 gebaut.
Der Ort ist bekannt für seine lebendige Volkskultur, vor allem die Volksmusik (spelmansmusik). Im Sommer werden mehrere Festivals abgehalten, u. a. Musik vid Siljan und Rättviksdansen.
Außerdem findet in Rättvik das Classic Car Week-Festival statt – eines der zwei größten, über die Landesgrenzen hinweg bekannten Automobilfestivals, welches während der Veranstaltungswoche (immer um die 31. Kalenderwoche) täglich zwischen 25.000 und 30.000 Automobilenthusiasten aber auch Technik- und Nostalgiefans nach Rättvik lockt.
Der Opferstein von Rättvik liegt etwa 3 km südlich des Ortes.
Rättvik besitzt auch eine Trabrennbahn.

## Verkehr
Rättvik hat eine Bahnstation an der Bahnstrecke Rättvik–Borlänge, die nach der Namensgebung durch Banverket im Jahre 1990 heute Dalabanan (Bahnstrecke Mora–Uppsala) heißt.

## Persönlichkeiten
- Göran Johansson (* 1958), Eisschnellläufer
- Sofia Bleckur (* 1984), Skilangläuferin